# ابن سید الناس
ابوالفتح محمد یَعمُری (۱۲۷۳-۱۳۳۴م)، شهرت‌یافته به ابن سیّد الناس، محدث، حافظ، تاریخ‌نگار و فقیه مصری اندلسی‌اصل بود. گویند نزد هزار استاد دانش آموخت.

## آثار
- نور العیون
- عیون الأثر فی فنون المغازی و الشمائل و السِّیَر.